# Lucky: No Time for Love
Lucky: No Time for Love (inne tytuły: Lucky; niemiecki: Lucky: Keine Zeit für Liebe) – bollywoodzki dramat miłosny, którego akcja rozgrywa się w rozdartej wojną Rosji. Wyreżyserowali go w 2005 roku Radhika Rao i Vinay Saprus, a w rolach głównych wystąpili Salman Khan, Sneha Ullal i Mithun Chakraborty. Film opowiada o tym, jak rozpieszczony przez kobiety mężczyzna, którego dialog z nimi sprowadzał się tylko do "witaj, dzięki, wybacz i żegnaj" ratując życie dziewczynie uczy się kochać. To też jej historia – dziś dziecko, jutro dziewczyna i budząca się do miłości kobieta. Akcja filmu rozgrywa się w ogarniętej wojną domową Rosji w środowisku dyplomatów indyjskich, ale przede wszystkim na śnieżnych polach wokół Petersburga, na poligonach, podmiejskich dworcach, przy jeziorze Ładoga podczas ucieczki i w walkach z żołnierzami, terrorystami.

## Fabuła
Siostry Lucky (Sneha Ullal) i Dhara (Priyanka Shinoy), córki dyplomaty indyjskiego tęsknią za Indiami w Petersburgu. 17-letnia Lucky żyje nauką do egzaminów starając się spełnić oczekiwania ojca. Ten spodziewa się po niej samych sukcesów. Nie do końca przygotowana jadąc rowerem na egzamin modli się o mały cud, który umożliwiłby zdawanie później. Jej modlitwa zostaje wysłuchana. Lucky nie dojeżdża na egzamin. Zaatakowana przez rosyjskiego chłopaka uciekając chowa się w samochodzie. Właściciel samochodu, syn indyjskiego ambasadora Aditya Sekhri (Salman Khan) zostaje zatrzymany przez wojsko szukające terrorystów. Ku jego zaskoczeniu wojskowi rewidując samochód odkrywają obecność Lucky. Nagły atak terrorystów umożliwia im ucieczkę. Rosję ogarnia wojna domowa. Siły rządowe walczą z siłami terrorystów. Dla obu stron dwoje cudzoziemców staje się osobami podejrzanymi. Zaczyna się ich epopeja wśród śniegu, w kryjówkach, podczas ucieczek, w walce. Grożące im niebezpieczeństwo zbliża ich coraz bardziej ze sobą. Z czasem Aditya przestaje widzieć w Lucky tylko dziewczynkę.
Tymczasem ambasada dostaje rozkaz, aby Indusi jak najszybciej wracali do Delhi. Na poszukiwania zaginionych zostaje wysłany znany ze swojej skuteczności Pindi Das Kapoor (Mithun Chakraborty).

## Obsada
- Salman Khan – Aditya
- Sneha Ullal – Lucky Negi
- Mithun Chakraborty – pułkownik Pindidas Kapoor
- Kader Khan – lekarz Indus w Rosji
- Ravi Baswani
- Vikram Gokhale